# Будьонівський кінь

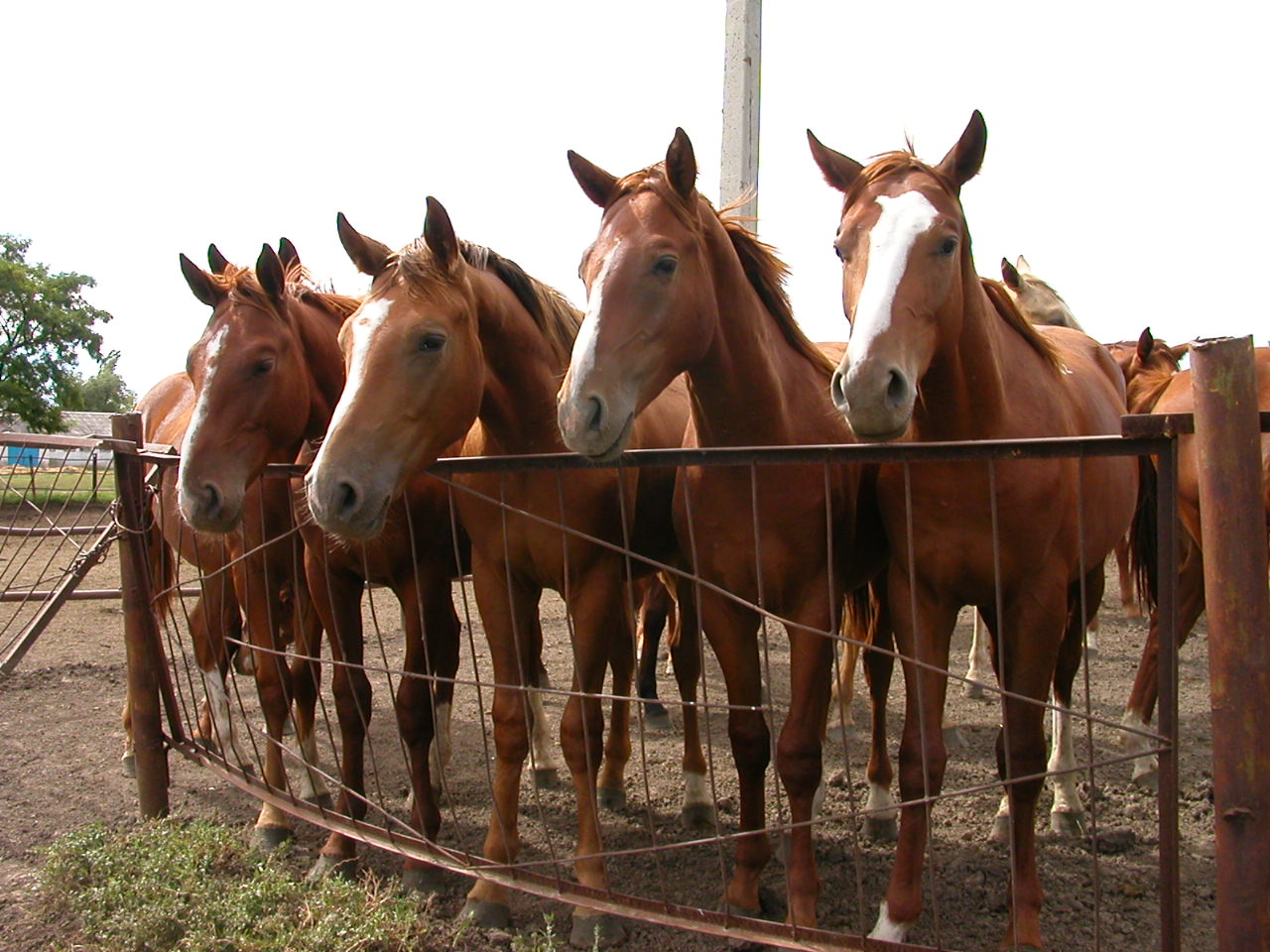
2-летние будённовские лошади

Будьонівський кінь — верхова порода російських коней. Вони були виведені у 1948 році під керівництвом Михайла Івановича Чумакова в кінних заводах імені С. М. Будьонного та імені Першої Кінної Армії, Ростовської області. Першопочатково породу вивели як верховно-упряжну, для використання в армії. Тепер вона більше відома як верхова, спортивна.
.

## Загальна характеристика
Коні Будьоновської породи мають яскраво виражені верхові форми: добре розвинена холка, довга, коса, добре обмускувана лопатка, широка, глибока і довга грудна клітка, правильна постановка передніх і задніх кінцівок. Голова пропорційна, з прямим профілем, широким лобом. Потилиця довга, зігнута, шия також довга з високим виходом. Круп довгий. Спина пряма. Кінцівки з добре розвиненими зап'ястями й скакальними суглобами, гомілки мускулисті; п'ята широка з добре розвиненим сухожиллям, бабки мають правильний нахил.
| Параметр         | Жеребці | Кобили |
| ---------------- | ------- | ------ |
| Висота в холці   | 165 см  | 165 см |
| Довжина туловища | 165 см  | 163 см |
| Обхват грудей    | 189 см  | 189 см |
| Обхват п'ястка   | 20,8 см | 20 см  |

На сьогоднішній день найбільші за розміром коні цієї породи знаходяться на кінному заводі ім. Першої Кінної армії: багато хто з Будьонівських жеребців мають зріст вище 170 см. У кобил висота в холці коливається від 160 до 178 см. Найхарактерніша масть для будьонівський коней — руда різних відтінків, від темної теракоти до кольору річкового піску. Особливу красу і ефектність рудої масті надає золотистий відтінок, який будьонівські коні успадкували від донських.
Порода має три типи:
- Характерний тип містить в собі ознаки, успадковані від чистокровної верхової та донської порід: це великі, масивні коні з хорошими важелями і розвиненою мускулатурою, що відрізняються високою працездатністю.
- Східний тип — це коні, що отримали дані переважно донської породи; для них характерні плавність ліній і округлість форм, що надають їм своєрідну красу і ошатність, особливо в поєднанні з золотистим відтінком масті.
- Масивний тип виділяється великими за розміром кіньми, з глибоким круторебрим видовженим тулубом. Коні цього типу часом простуваті або грубуваті; по жвавості вони зазвичай поступаються коням характерного і східного типів.

Нерідко можна зустріти і змішані типи, наприклад, східно-масивний або характерно-східний. Крім типів, загальних для всієї породи, кожен з трьох заводів має свій заводський тип. На кінному заводі ім. Першої Кінної армії частіше зустрічаються будьонівські коні з великою головою, деякою незграбністю ліній, гнідою мастю. Тип широкого, мускулистого і ошатного коня, зазвичай золотисто-рудої масті, характерний кінному заводу ім. Будьонного. Коні Юловського заводу елегантні, часто мають масть з золотавим відливом.

## Історія

### Виникнення
Після громадянської війни на території Кубані більшість заводів були розорені, і багаторічні напрацювання було втрачено. Однак армія сильно потребувала породу коней, яка могла б стати надійною опорою кавалерії по всій території країни, а також могла б покращити верхове конярство. Перші досліди зі схрещування кобил Донської породи і чистокровних англійських жеребців проводилися ще з кінця XIX століття донськими заводчиками, але не носили систематичного характеру.
Робота над виведенням нової породи почалася в 1920-х роках на заводах С. М. Будьонного, який створив сприятливі умови для праці, і призначив керівниками колишніх командирів Першої кінної армії, генералів. Для схрещування використовувалися кращі донські кобили і чистокровні жеребці англійської породи з відмінними скаковими якостями і правильним екстер'єром (статурою). Всього за весь час було задіяно до 70 чистокровних жеребців, але родоначальниками Будьонівський породи стали тільки троє: Симпатяга, Кокас і Інферно.

### 1940—1970-ті роки

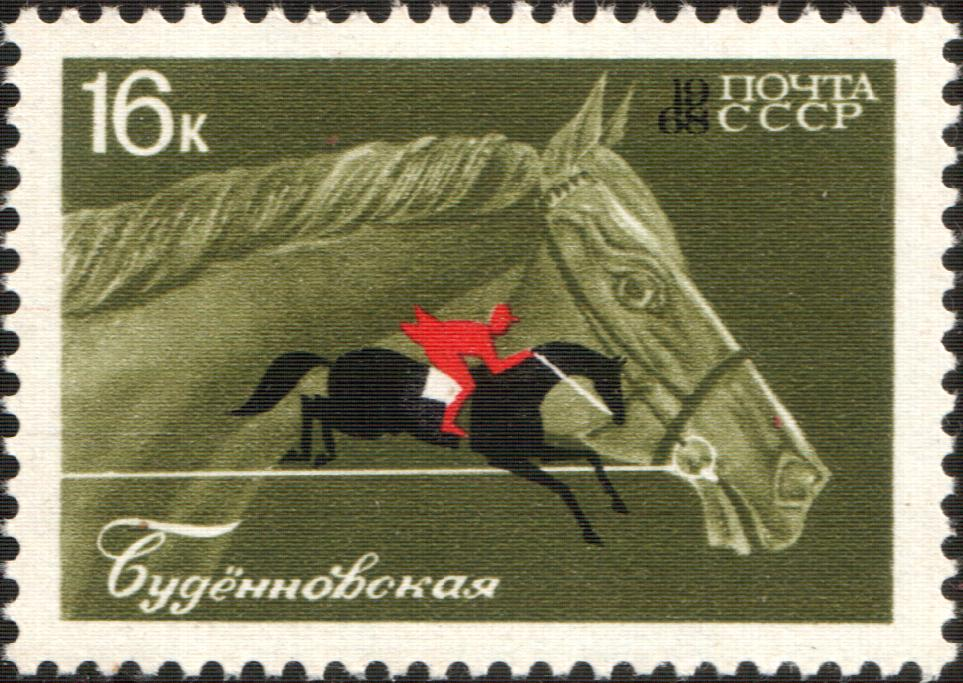
Марка с изображением Будённовской лошади. СССР, 1968 год

Офіційно нову породу визнали 15 листопада 1948 року постановою Ради міністрів СРСР за № 4210.
У 1950-ті роки відбулася значна подія в формуванні сучасного екстер'єру будьоннівської породи. У цей час на заводі ім. Будьонного вдалося значно поліпшити породу за допомогою жеребця на ім'я Рубильник. Цей жеребець при своїй норовливості і безлічі вад завдяки наполегливій праці дав потомство, яке багато в чому визначає сучасні характеристики породи.
У 1960-ті роки з початком повсюдної автоматизації, розвитку техніки, роль коней в господарстві і армії різко впала, і тут відкрилися нові можливості для будьонівських коней. Багато якостей, які розвивалися для кавалерії, виявилися ідеальними для спорту. Крім цього, невибагливість і дешевизна будьонівців приваблювала конярів. Так поступово армійський кінь став спортивним.

### Сьогодення
Сьогодні Будьонівський кінь — спортивна порода, що використовується завдяки своїй універсальності в багатьох дисциплінах: конкурі, триборстві, перегонах. Екстер'єр коня залишився колишнім з моменту виведення: великий зріст, потужність, міцність конституції, витривалість. Разом з тим граціозність і еластичність рухів.
Сьогодні розведенням породи займаються переважно три заводи в Ростовській області: ім. Будьонного, ім. Першої Кінної армії і Юловський завод. Популярність серед російських заводчиків поступово перенеслася і за кордон, де оцінили позитивні якості породи: високий потенціал в спорті, невибагливість, здатність покращувати інші породи завдяки своїм показникам в потужності, витривалості, жвавості.

## Розведення
Особливість вирощування коней Будьонівської породи — великогруповий, або табунний метод утримання маток і молодняка. Це має певний вплив на відбір за темпераментом і характером, причому в напрямку, прямо протилежному поширеній думці про непокору і норовливості степових коней. Табуни пасуться на обмеженому просторі, і норовливі, погано керовані кобили дуже заважають пастися всьому табун. Таких тварин з табуна видаляють. В характері табунною кобили дуже цінується поступливість, терплячість, контактність, відсутність агресивності і в той же час швидкість реакції, кмітливість.
Відлучення лошат від кобил проходить одночасно і для тих, хто народився в лютому, і для тих, хто народився в травні. Він триває з кінця вересня і, в залежності від ряду умов, до листопада. Перед відбиранням всі лошата тавряться холодним методом. Тавро накладається з лівого боку в області холки: на ньому вказано індивідуальний номер лошати, рік народження і емблема заводу. На кінному заводі ім. Будьонного емблема ставиться на ліве стегно.
Після відбирання формуються табуни з молодняка: жеребці та кобили окремо. Найцінніший молодняк відразу після відлучення надходить в культгруппу. Назва «культгрупа» збереглася з часів, коли усе поголів'я заводу утримувалося табунами. Тоді в культгруппи зазвичай відбиралися жеребці-плідники. Зараз в культгруппу потрапляють коні, які в подальшому повинні надійти в скакові тренувальні відділення або представляють особливий інтерес в племінному або спортивному відношенні.
Традиційно коні випробовуються в гладких скачках (їзда по іподрому на граничній швидкості, не менше 1 км.) на Ростовському іподромі у віці 2-х, 3-х, 4-х і більше років. Випробування в гладких скачках проходять не всі коні, як це прийнято в призових породах, а спеціально відібрана частина — від 15 до 25 % від ставки. Цей вид випробувань дозволяє культивувати в породі інтер'єрні якості, що забезпечують здатність організму витримувати великі фізіологічні навантаження.
Наразі серед виробників у кінних заводах переважна більшість пройшла скакові випробування, проявивши при цьому високу працездатність.
Усі племінні будьонівські коні регулярно записуються в державну племінну книгу, томи якої виходять регулярно з інтервалом в один рік. Належність коней до будьоннівської породи підтверджується паспортом, який видається ВНДІК (Всеросійський науково-дослідний інститут кормів імені В. Р. Вільямса). Щорічно співробітниками відділу селекції ВНДІК проводиться і публікується оцінка жеребців-плідників, що використовуються для покращення якості породи.

## Використання
Будьонівські коні — спортивна порода. Завдяки своїй універсальності, її можна зустріти в різних дисциплінах. За кількістю серед спортивних коней порода посідає третє місце. Коні послуговуються великим попитом у вітчизняних і зарубіжних покупців і спортсменів, їх з успіхом реалізовують на експорт, де використовують для прогулянок і спорту.